# Петролакозавр
Петролакозавр (лат. Petrolacosaurus kansensis) — вид вымерших пресмыкающихся, живший во времена карбона (305,9—303,4 млн лет назад) на территории современного Канзаса (США).

## Описание
Длина этого ящерицеобразного животного 40 см. Голова крупная и укороченная. Хвост не очень длинный, а ноги длинные. Насекомояден. Имел зубы 2 типов — мелкие острые и увеличенные клыкообразные.

## В популярной культуре
Петролакозавр представлен в телесереале «Прогулки с монстрами» как предок эдафозавра. На самом деле, петролакозавр был диапсидом, то есть анцестральным по отношению к синапсидам быть не мог.